# Indalmus quadripunctatus
Indalmus quadripunctatus es una especie de coleóptero de la familia Endomychidae.

## Distribución geográfica
Habita en Taiwán.